# Agnès Russiñol i Amat
Agnès Russiñol i Amat (Barcelona, 27 d'abril del 1982) és una política catalana, diputada al Parlament de Catalunya en la X Legislatura.
És llicenciada en Ciències Polítiques i de l'Administració i en Periodisme per la Universitat Pompeu Fabra i màster en Gestió de la comunicació política i electoral per la Universitat Autònoma de Barcelona. Ha estat promotora de comunicació i qualitat a l'Institut Municipal de Mercats de Barcelona (2005-2008) i tècnica de comunicació i premsa al Departament de Vicepresidència i al de Governació i Relacions Institucionals de la Generalitat de Catalunya (2008-2013). És sòcia de l'Associació de Veïns de l'Esquerra de l'Eixample i d'Òmnium Cultural.
Militant d'Esquerra Republicana des del 1995, ha estat secretària adjunta de política municipal del partit a Barcelona (2007-2008), consellera nacional i, des del febrer del 2013 diputada al Parlament de Catalunya en substitució d'Eva Piquer. Va ser responsable de relacions exteriors d'Acció Escolta de Catalunya i, com a membre d'aquesta entitat, presidenta del Consell Nacional de la Joventut de Catalunya entre el 2008 i el 2010.
L'any 2016 va ser nomenada directora de l'Institut Català de l'Acolliment i de l'Adopció., càrrec que va assolir fins a juny de 2021. L'octubre de 2021 ha estat nomenada directora del Consorci de Comerç, Artesania i Moda de Catalunya (CCAM).